# Viguiera tucumanensis
Viguiera tucumanensis là một loài thực vật có hoa trong họ Cúc. Loài này được (Hook. & Arn.) Griseb. miêu tả khoa học đầu tiên năm 1874.